# Plasencia de Jalón
Plasencia de Jalón – gmina w Hiszpanii, w prowincji Saragossa, w Aragonii, o powierzchni 34,77 km². W 2011 roku gmina liczyła 386 mieszkańców.
W miejscowości jest przystanek kolejowy Plasencia de Jalón.